# Crass Records
Crass Records es un sello discográfico independiente creada en 1979 por la banda de anarcopunk Crass.

## Historia
Antes de la formación de Crass, Penny Rimbaud y Gee Vaucher habían publicado sus trabajos creativos a través de su propia prensa en Dial House, Exitstencil Press. Sin embargo, la banda creó la compañía discográfica luego de tropezar con problemas sobre el lanzamiento de su primer EP de 12", The Feeding of the 5000, bajo el sello de Small Wonder label en 1978. Los trabajadores de la planta de prensado se negaron a trabajar alegando el contenido blasfemo de la canción "Asylum". El disco finalmente se lanzó sin la canción y reemplazada con dos minutos de silencio, titulada irónicamente "The Sound Of Free Speech" ("El sonido de la libertad de expresión"). Este incidente impulsó a Crass a crear su propia compañía discográfica independiente, Crass Records, para prevenir que Small Wonder los pusiera en una posición comprometedora en el futuro, así como para mantener absoluto control editorial sobre su material. Usando dinero de una pequeña herencia que había recibido un miembro de la banda, la pieza fue poco después relanzada en un sencillo de 7" usando su nombre completo, "Reality Asylum". Posteriores reimpresiones del álbum (también en Crass Records) restauraron la versión original del sencillo perdido.
Además de su propio material, Crass Records publicó grabaciones de otros artistas, siendo el primero un sencillo de 1980 llamado "You Can Be You" de Honey Bane, una adolescente que se estaba quedando en Dial House mientras escapaba de la casa de sus padres. Otros artistas fueron Zounds, Flux Of Pink Indians, Omega Tribe, Rudimentary Peni, Conflict, la banda islandesa KUKL (junto a la cantante Björk), el cantante clásico Jane Gregory, Anthrax, Captain Sensible, Lack of Knowledge y Poison Girls, una banda de ideologías parecidas que trabajó junto a Crass durante varios años. Muchos de estos grupos crearon sus propias discográficas independientes siguiendo el modelo de Crass Records.
Crass Records también hizo tres ediciones de Bullshit Detector, compilaciones de demos y grabaciones caseras que habían sido enviadas a la banda y que ellos pensaban que representaban la étida de la autosuficiencia. Los números del catálogo de lanzamientos de Crass Records estrenados intentaban representar una cuenta regresiva al año 1984 (por ejemplo, 521984 significaba "cinco años hasta 1984"), tanto el año que Crass fijó para separarse como una fecha cargada de significado en el calendario antiautoritario debido a la novela homónima de George Orwell.
Los sencillos lanzados en el sello tenían una distintiva "identidad corporativa". Además de abordar con sus letras temas políticos desde una perspectiva anarquista, siempre vendían los discos a precio de coste y usualmente eran producidos por el baterista de Crass, Penny Rimbaud, y el sonidista John Loder en Southern Studios, en el norte de Londres. También presentaban portadas diseñadas por Gee Vaucher, a menudo en conjunto con otros artistas, donde el nombre de la grabación y de la banda era dispuesto con la tipografía "Glue Stencil" (patrones de esparcir) encerrado en un anillo negro, reminiscencia de los trabajos de Robert Indiana y Jasper Johns. La política del sello era lanzar siempre grupos nuevos, por lo que ninguno publicaba, aparte de Crass, más de un disco en el sello (en la primera época, la única excepción a esta regla fue Poison Girls).
Aunque estas grabaciones en vinilo han sido borradas, la mayoría de las pistas han sido recogidas y relanzadas en dos CD de compilación, A-Sides. Por otra parte, el catálogo de Crass sigue editándose, tanto en formato de CD como en vinilo.
Los antiguos miembros de Crass Penny Rimbaud y Gee Vaucher continúan publicando sus obras creativas (como el material de Last Amendment y el libre de Vaucher Animal Rites) a través de Exitstencil, a menudo en colaboración con otras editoriales, como el sello de jazz Babel Label y AK Press.

## Corpus Christi
Corpus Christi Records fue un subsello de Crass Records que permitió a artistas e intérpretes publicar su material con el apoyo de Crass a través de Southern Records, sin la necesidad de estar emparentado a la imagen corporativa o ideología anarquista de esta última discográfica.

## Discografía

### Álbumes
- 621984 Crass - The Feeding Of The 5000   LP
- 521984 Crass - Stations Of The Crass   LP
- 421984/2 Poison Girls - Chappaquidick Bridge   LP
- 421984/4 V/A - Bullshit Detector   LP
- 421984/9 Poison Girls - Hex   LP
- 321984/1 Crass - Penis Envy   LP
- Bollox2u2 Crass - Christ: The Album   LP
- 221984/3 V/A - Bullshit Detector Vol 2   LP
- 221984/7 Dirt - Never Mind Dirt, Here's The Bollocks   LP
- 121984/2 Crass - Yes Sir, I Will   LP
- 1984/1 Kukl - The Eye   LP
- 1984/207370 Hit Parade - Plastic Culture   LP
- 1984/3 V/A - Bullshit Detector Vol 3   LP
- 1984/4 Penny Rimbaud - Acts Of Love   LP
- CATNO 1 D & V - D & V   LP
- CATNO 4 Kukl - Holidays In Europe   LP
- CATNO 5 Crass - Best Before   LP
- CATNO 7 Hit Parade - Nick Knack Paddy Whack   LP
- CATNO 8 Crass - A Sides Part One, 1979-1982   CD y Casete
- CATNO 9 Crass - A Sides Part Two, 1982-1984   CD & Casete
- CATNO 10C Crass - Christ's Reality Asylum   Audio Casete

### Sencillos
- CRASS1 Crass - Reality Asylum / Shaved Women  7"
- 521984/1 Honey Bane - You Can Be You / Girl On The Run / Porno Grows / Boring Conversation  7"
- 421984/1 Crass / Poison Girls - Bloody Revolutions / Persons Unknown  7"
- 421984/3 Zounds - Can't Cheat Karma / War / Subvert.Subvert.Subvert.Subvert.  7"
- 421984/5 Crass - Nagasaki Nightmare / Big A Little A  7"
- 421984/6 Crass - Rival Tribal Rebel Revel  7" (Flexi-disc gratuito con la fanzine "Toxic Grafity")
- 421984/7 Poison Girls - Statement  7" Flexi-disc
- 421984/8 Poison Girls - All Systems Go / Dirty Work / Promenade Immortelle  7"
- 321984/1F Crass - Our Wedding  7" (Flexi-disc que se conseguía con un cupón de la revista "Loving")
- 321984/2 Flux Of Pink Indians - Neu Smell  7"
- 321984/3 Annie Anxiety - Barbed Wire Halo  7"
- 321984/4 Snipers - Three Peace Suite  7"
- 321984/5 Captain Sensible - This Is Your Captain Speaking  7"
- 321984/6 Dirt - Object Refuse Reject Abuse  7"
- 321984/7 Mob - No Doves Fly Here  7"
- CT1 Crass - Merry Crassmass  7"
- 221984/1 Conflict - The House That Man Built  7"
- 221984/2 Rudimentary Peni - Farce  7"
- 221984/4 Cravats - Rub Me Out  7"
- 221984/5 T, Andy - Weary Of The Flesh  7"
- Sin número Crass - Sheep Farming In The Falklands  7" (Originalmente lanzado como flexi, más tarde como 121984/3)
- 221984/6 Crass - How Does It Feel? / The Immortal Death / Don't Tell Me You Care  7"
- 221984/8 Alternative - In Nomine Patri  7"
- 221984/9 Anthrax - Capitalism Is Cannibalism  7"
- 221984/10 Omega Tribe - Angry Songs  7"
- 221984/11 Sleeping Dogs - Beware Sleeping Dogs  7"
- 221984/12 Hit Parade - Bad News  7"
- 121984/1 D & V - The Nearest Door  7"
- 121984/3 Crass - Sheep Farming In The Falklands  7" (Anteriormente solo en flexi-disc)
- 121984/4 Crass - Whodunnit?  7"
- 121984/5 MDC - Multi-Death Corporations  7"
- 121984/6 Lack Of Knowledge Grey  7"
- 1984 Crass - You're Already Dead  7"
- CATNO 2 Jane Gregory - Do Not Go  7"
- CATNO 3 Lucky 7 - Take Your Elbows Off The Table (Choral Mix) / Take Your Elbows Off The Table (Orchestral Mix)  7" (Steve Ignorant - inédito, prensado de prueba)
- CATNO 6 Crass - 10 Notes On A Summer's Day  12"